# Adam Moffat
Adam Moffat, né le 15 mai 1986 à Glasgow, est un footballeur écossais évoluant au poste de milieu de terrain au sein du Cosmos de New York.

## Biographie
Adam Moffat dispute plus de 100 matchs en MLS, notamment avec les clubs du Columbus Crew et du Dynamo de Houston.
Il joue 19 matchs en Ligue des champions de la CONCACAF, inscrivant un but.

## Clubs
- 2007 : Cleveland City Stars
- 2007-2010 : Columbus Crew
- 2011 : Timbers de Portland
- 2011-2013 : Dynamo de Houston
- 2013 : Sounders FC de Seattle
- 2014 : FC Dallas
- 2015- : Cosmos de New York

## Palmarès
- Vainqueur du MLS Supporters' Shield en 2008 et 2009 avec le Columbus Crew
- Finaliste de la Coupe de la MLS en 2011 et 2012 avec le Dynamo de Houston